# 霍羅比伊夫卡 (白采爾克瓦區)
49°36′58″N 29°40′18″E / 49.61611°N 29.67167°E
霍羅比伊夫卡（烏克蘭語：Горобіївка）是位於烏克蘭北部的村莊，由基辅州白采爾克瓦區的斯克維拉市鎮負責管轄。該村面積4.8平方公里，海拔高度217米，2001年人口1,065，人口密度每平方公里221.9人。